# Slipčevići
Slipčevići – wieś w Bośni i Hercegowinie, w Federacji Bośni i Hercegowiny, w kantonie środkowobośniackim, w gminie Dobretići. W 2013 roku liczyła 13 mieszkańców, z czego większość stanowili Chorwaci.